# 棕櫚塔

棕櫚塔（Nakheel Tower）是杜拜一座構想中的超高層摩天大樓，高度達1,000公尺以上，由棕櫚地產所開發。

## 历史
2008年的經濟大衰退導致計劃的經費嚴重不足，棕櫚地產於2009年宣布取消計劃。